# Centrala nucleară de la Ignalina
Centrala nucleară Ignalina (în lituaniană Ignalinos Atominė Elektrinė, IAE, în rusă Игналинская атомная электростанция, transliterat: Ignalinskaia atomnaia elektrostanția) este o centrală nucleară închisă cu două unități RBMK-1500 aflată în comuna Visaginas, Lituania. A fost numită după orașul Ignalina aflat în apropiere. Din cauza similarității centralei cu celebra centrală nucleară de la Cernobîl, atât în ceea ce privește designul reactorului, cât și prin lipsa unei clădiri de izolare robuste, Lituania a acceptat să închidă centrala ca parte a acordului său de aderare la Uniunea Europeană. Unitatea 1 a fost închisă în decembrie 2004; Unitatea 2, care reprezenta 25% din capacitatea de producție a energiei electrice din Lituania și furniza aproximativ 70% din cererea electrică a Lituaniei, a fost închisă la 31 decembrie 2009. Au fost făcute propuneri pentru construirea unei noi centrale nucleare pe același amplasament. Cu toate acestea, planurile nu s-au materializat și de atunci țara este unul dintre cei mai activi susținători ai energiei regenerabile. 

## Reactoarele

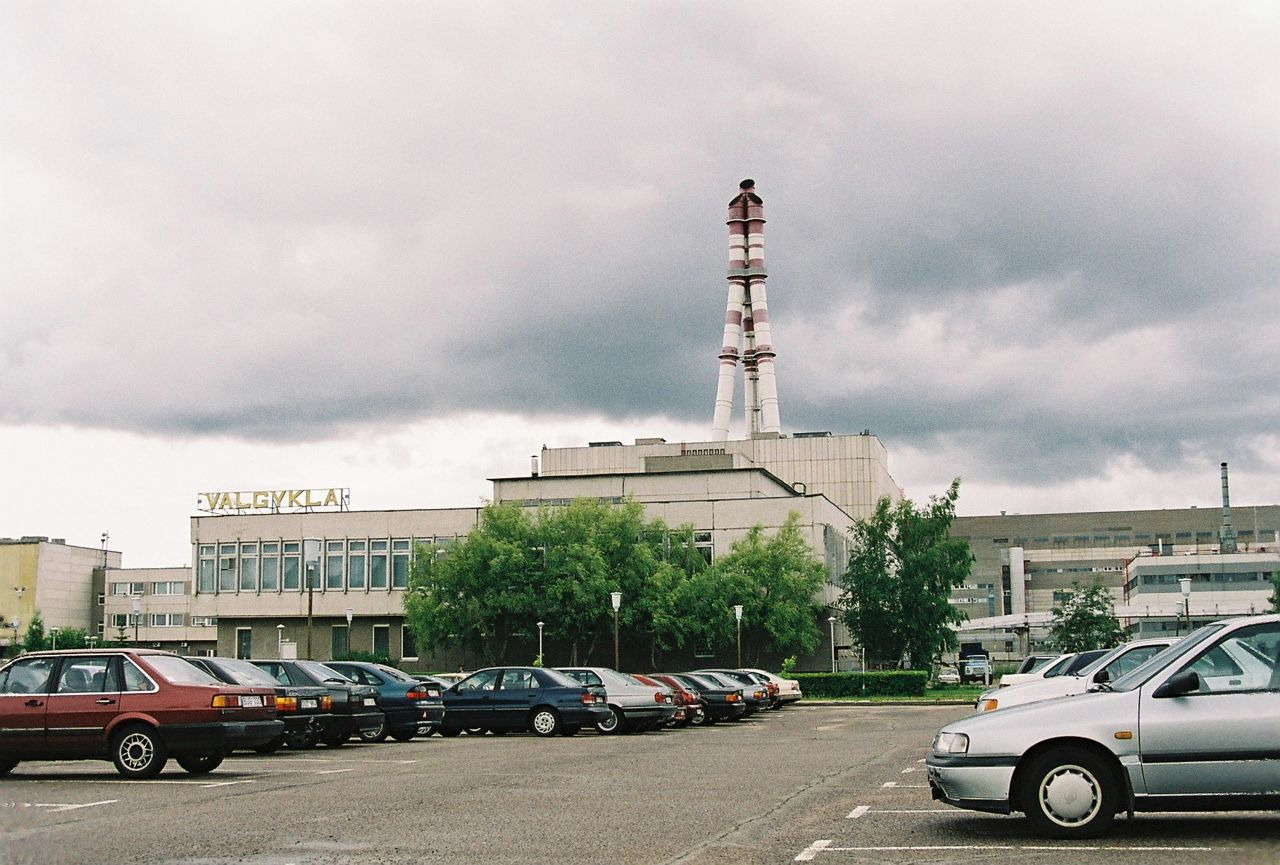
Unitatea 1.

Centrala nucleară de la Ignalina conținea două reactoare RBMK-1500 de tip canal răcite cu apă și moderate cu grafit, de design sovietic. După dezastrul de la Cernobîl din aprilie 1986, puterea nominală a reactorului a fost coborâtă la 1.360 MW. Fiecare unitate a centralei era echipată cu două turbine K-750-65/3000 cu generatoare de 800 MW.
În decembrie 1983, când unitatea Ignalina 1 fost pornită, s-a observat pentru prima dată un defect de proiectare al lui RBMK. Atunci când partea inferioară din grafit a tijelor de control se introduceau în reactor, ele provocau pe moment o creștere a puterii. Unitățile de comandă ale unității 1 nu s-au blocat și au ajuns la fundul reactorului; borul din tijele de control a oprit reacția nucleară. Alte organizații nucleare și centrale de tip RBMK au fost informate despre această problemă, dar chestiunea nu a fost abordată decât după accidentul de la Cernobîl, care a fost cauzat în parte de o creștere similară de putere. Modificările ulterioare au fost testate la Ignalina în 1987 și 1988.

## Istorie
Pregătirile pentru construcție au început în 1974. Munca pe teren a început patru ani mai târziu. Unitatea 1 a fost pusă în funcțiune în decembrie 1983 și a fost închisă la 31 decembrie 2004. Unitatea 2 a fost pusă în funcțiune în august 1987 și a fost închisă la 31 decembrie 2009 la ora 23:00 EET (21:00 UTC). Inițial, Unitatea 2 era programată pentru lansare în 1986, dar punerea sa în funcțiune a fost amânată pentru un an din cauza catastrofei de la Cernobîl de la începutul anului respectiv. Construcția Unității 3 a început în 1985, dar a fost suspendată în 1988 și demolarea sa a început în 1989. Demontarea sa finalizat în 2008.
Orașul Visaginas a fost construit pentru a găzdui muncitorii de la Ignalina. În acel moment, așezările de la Visaginas nu erau decât niște sate, ceea ce face localitatea să fie un exemplu proeminent de „investiție greenfield”, în care un oraș mare sau o unitate industrială este construită într-o zonă cu puțină infrastructură existentă. Ignalina a fost așezată lângă cel mai mare lac din Lituania, Lacul Drūkšiai (din care o parte se află în Belarusul vecin), lac care furniza apa de răcire a centralei. Temperatura lacului a crescut cu aproximativ 3 °C, ceea ce a dus la eutrofizare. Deversările de radioizotopi și metale grele de la Ignalina s-au acumulat în apele lacului și în sedimente. Combustibilul epuizat a fost plasat în butoaie de depozitare CASTOR și CONSTOR în anii 2000.
În 2005, Departamentul Securității de Stat al Lituaniei a anchetat activitățile lui Vladimir Alganov, care în 1997 fusese expulzat din Polonia pentru spionaj, și a aflat că acesta se întâlnise cu conducerea centralei nucleare Ignalina și, la cererea acesteia, a obținut o viză lituaniană pe termen lung în 2002.

## Incidente
Potrivit unui comunicat de presă al Centrului de Energie Nucleară Ignalina, la 6 iunie 2009, ora 09:15 EEST (06:15 UTC), sistemul de protecție automată a reactorului a fost acționat și unitatea   2 a fost închisă. Nu s-a degajat nicio radiație. Oficialii centralei au hotărât să-o țină oprită timp de treizeci de zile, efectuând întreținerea preventivă anuală în luna iunie, în loc de perioada 29 august–27 septembrie, cum era programată inițial.

## Închiderea

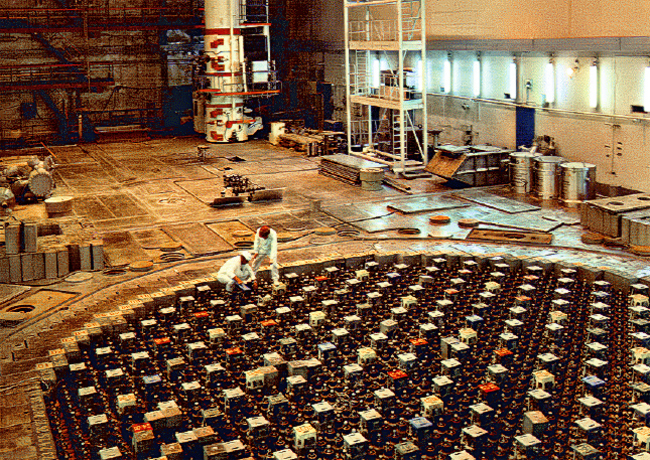
Capetele tuburilor unui reactor RBMK de la Ignalina

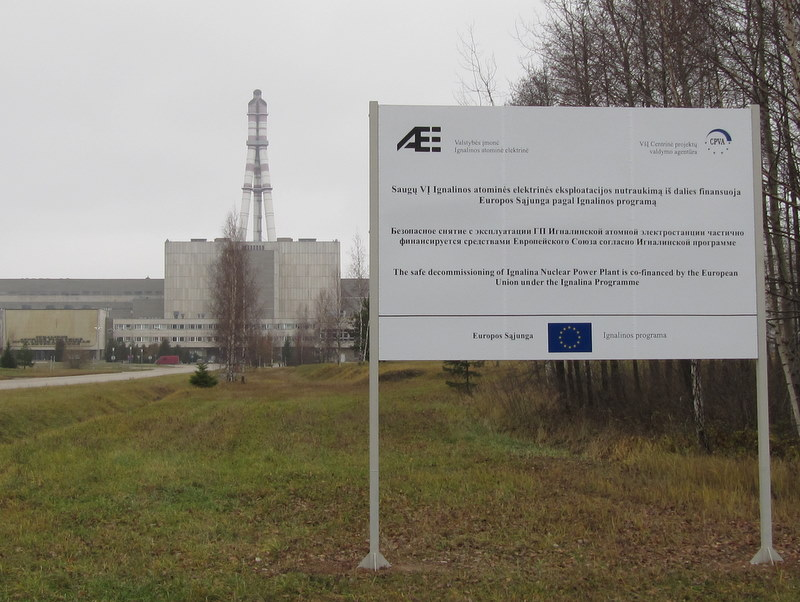
Informații despre închidere

Ca o condiție a aderării la Uniunea Europeană, Lituania a acceptat în 1999 să închidă unitățile existente ale centralei, invocându-se lipsa unei clădiri de izolare ca fiind un factor de risc ridicat.  UE a convenit să plătească 820 de milioane de euro costuri de dezafectare și drept compensații, iar plățile au continuat până în 2013. 
Închiderea Ignalinei s-a confruntat cu o opoziție acerbă din partea lituanienilor, deoarece ea oferea venituri majorității locuitorilor din zonă. Pentru a compensa acest lucru, a fost inițiat un proiect de încurajare a turismului și a altor întreprinderi mici. Alții s-au temut că prețul energiei electrice va crește brusc sau că Lituania va fi lăsată să facă față costurilor extrem de ridicate ale dezafectării instalației și eliminării deșeurilor sale nucleare. Un referendum din 2008 a propus prelungirea funcționării Unității 2 până când ar putea fi terminată o nouă centrală înlocuitoare; referendumul a obținut 1.155.192 de voturi pentru, dar în cele din urmă nu a reușit să obțină participarea de 50% necesară pentru a fi validat. Președintele Valdas Adamkus s-a opus măsurii pe motiv că continuarea funcționării ar încălca angajamentele internaționale ale Lituaniei. 
Guvernul lituanian prognoza că prețul energiei electrice pentru gospodării ar crește cu 30% față de anul 2010. Analiștii estimau că închiderea ar putea reduce creșterea produsului intern brut al Lituaniei cu 1-1,5% și ar mări inflația cu 1%. Producția de la Ignalina a fost compensată prin creșterea producției termocentralei Elektrėnai, cu combustibil fosil, precum și prin importurile din Rusia, Letonia, Estonia, Ucraina și Belarus. Închiderea a pus persiune astfel pe relațiile ruso-lituaniene. Răspunzând preocupărilor potrivit cărora Lituania ar deveni mai dependentă de sursele de energie rusești care ar putea fi retrase dacă relațiile se vor deteriora, președintele Dalia Grybauskaitė a dat declarații încurajatoare la sfârșitul anului 2009. Lituania importa 70% din energie din Belarus, iar prețul mediu al electricității este printre cele mai ridicate din UE. În 2015, au fost puse însă în funcțiune și linii de transport de energie ce leagă Lituania de Suedia (700MW) și Polonia (500MW).

## Dezafectarea
Proiectul de dezafectare a centralei Ignalina include dezafectarea unităților 1 și 2 și facilităților auxiliare. Procesul este împărțit în două faze. Prima fază a început în 2004 și a continuat până în 2013. A doua fază a fost programată pentru 2014–2029. Până în 2030, amplasamentul a două reactoare ar trebui să fie gata pentru reutilizare („brownfield”).
La 26 noiembrie 2002, guvernul lituanian a adoptat o hotărâre ca unitatea 1 a centralei Ignalina să fie scoasă din funcțiune prin dezmembrare imediată. Alegerea metodei a fost influențată de factorii economici și sociali, de aspectele legate de siguranță și de experiența de dezafectare din alte centrale nucleare. Reprezentanții centralei nucleare Ignalina au fost și ei în favoarea dezmembrării imediate, deoarece în acest caz urmau să se creeze premise pentru îmbunătățirea ratei de ocupare a forței de muncă. Una dintre prioritățile dezafectării a fost abordarea in-house - efectuarea de cât mai multe lucrări cu personalul propriu.
Descărcarea combustibilului consumat din unitatea 2 a început la 1 februarie 2011.

### Finanțarea
Programul de dezafectare a fost finanțat de Uniunea Europeană, Fondul Internațional de Sprijin pentru Dezafectarea Centralei Ignalina, Fondul Național de Dezafectare a Centralei Nucleare Ignalina, și subvenții specifice din bugetul de stat lituanian pentru administrațiile locale. Aproximativ 95% din fonduri au fost acordate de comunitatea internațională, în timp ce 5% sunt acordate de statul lituanian.
În perioada 20-21 iunie 2000, în Lituania a avut loc conferința internațională a donatorilor pentru proiecte de dezafectare a unității 1. La conferință au participat reprezentanți ai Comisiei Europene, ai țărilor G-7, ai organizațiilor financiare internaționale. În 2001, a fost înființat Fondul Internațional de Asistență pentru Dezafectarea Centralei Ignalina, administrat de Banca Europeană pentru Reconstrucție și Dezvoltare (BERD). Participanții la acest fond sunt BERD, Comisia Europeană și 15 țări donatoare.
Fondurile angajate pentru procesul de dezafectare în perioada 1999–2013 sunt estimate la 1.588,5 milioane de euro. Fondurile naționale de dezafectare sunt estimate la 188,6 milioane de euro. În total, este planificată cheltuirea a aproximativ 2,93 miliarde de euro până în 2029.
Uniunea Europeană alocase deja o contribuție de 1,45 miliarde de europână în 2014, care urmau să fie utilizate: 
- 1,1 miliarde pentru lucrările pregătitoare de dezafectare - construirea unei instalații de depozitare a combustibilului nuclear epuizat, gestionarea deșeurilor radioactive și de depozite.
- 50 de milioane de euro pentru finanțarea proiectelor strategice de energie.

Proiectele energetice strategice finanțate de Uniunea Europeană includ construirea noii unități la termocentrala Elektrėnai.
Pentru a asigura o finanțare adecvată a dezafectării până în 2029, este nevoie de un sprijin suplimentar din partea UE de 1,48 miliarde de euro, din care: 
- 870 milioane de euro pe perioada 2014-2020.
- 610 milioane pe perioada 2021-2029.

Contribuția națională a Lituaniei la finanțarea procesului de dezafectare din 1999 până în 2029 va constitui aproximativ 320 milioane de euro (12%):
- 182 milioane urmau să fie folosite până în 2014.
- 138 milioane sunt planificate pentru perioada 2014-2029.

### Depozitare
Vor exista trei tipuri diferite de instalații de depozitare: pentru combustibilul nuclear epuizat, deșeurile de combustibil nuclear și pentru deșeuri radioactive.
Majoritatea facilităților vor fi construite de Nukem Technologies, o filială a companiei Atomstroyexport. Un contract de construire a unei instalații de combustibil uzat a fost acordat de compania Nukem Technologies societății lituaniene de construcție Vėtrūna. Un depozit aproape de suprafață pentru materiale și deșeurile redundante va fi construit de un consorțiu condus de Areva TA. Depozitul urma să fie finalizat până în 2017 și se preconiza a costa 10   milioane de euro.
Gesellschaft für Nuklear-Service este responsabilă pentru transportul și stocarea de material radioactiv din rezervoarele de apă de la unitățile Ignalina.

### Controverse
La 18 mai 2010, ministrul lituanian al energiei, Arvydas Sekmokas a anunțat că, deși 60% din fonduri au fost cheltuite, niciun proiect nu a fost finalizat. În 2011, faza 1 de dezafectare era în urma programului cu trei până la patru ani. Potrivit lui Osvaldas Čiukšys, fostul director al centralei Ignalina, Nukem Technologies urma să ceară încă 100 milioane de euro pentru definitivarea depozitului de deșeuri nucleare. El a fost contrazis de fostul ministru adjunct al energiei și de președintele consiliului de administrație al centralei Ignalina, Romas Švedas, care au demisionat în mod neașteptat la 6 septembrie 2011.
Există o dispută între Guvernul Lituaniei și BERD cu privire la administrarea Fondului Internațional de Asistență pentru Dezafectarea Centralei Ignalina. Există și o dispută între autoritățile lituaniene și Gesellschaft für Nuklear-Service privind siguranța transportului și depozitarea deșeurilor radioactive.
Proiectul se confruntă cu un deficit de finanțare de 1,5 miliarde de euro pentru a doua fază de după 2014.

## O nouă centrală electrică
În cursul anilor 1990 și 2000 a avut loc o dezbatere privind construirea unei noi centrale nucleare pe același loc, care să prevină probabilitatea unui deficit energetic în regiune. La 27 februarie 2006, la o întâlnire în Trakai, prim-miniștrii Lituaniei, Letoniei și Estoniei au semnat un comunicat prin care invită companiile de stat din Lituania, Letonia și Estonia să investească în proiectarea și construirea unei noi centrale nucleare în Lituania. La 28 iunie 2007, parlamentul Lituaniei a adoptat o lege privind construirea unei noi centrale nucleare, demarând oficial proiectul. În data de 30 iulie 2008, companiile energetice din Lituania, Estonia, Letonia și Polonia au convenit să înființeze Compania pentru Centrala Nucleare Visaginas, care urma să fie responsabilă pentru construirea noii centrale electrice cu o capacitate de 3.000-3.200 MW. GE Hitachi Nuclear Energy a fost selectat ca investitor strategic al proiectului. În cele din urmă, proiectul a fost oprit din cauza referendumului lituanian privind energia nucleară din 2012 care nu a furnizat statului mandat să continue proiectul. De atunci, Lituania a devenit unul dintre cei mai activi susținători ai energiei regenerabile în Uniunea Europeană. 

## În cultura populară
Datorită asemănării sale vizuale cu Centrala Nucleară de la Cernobîl, Centrala Nucleară de la Ignalina a servit drept locație de filmare pentru mini-seria HBO Chernobyl.